# Diego (Name)
Diego [ˈdje.ɣo] ist ein männlicher Vorname, der auch als Familienname auftritt.

## Herkunft und Bedeutung
Die Herkunft des Namens Diego ist nicht endgültig gesichert.
Wahrscheinlich handelt es sich um eine Kurzform von Santiago. Diese These gilt seit dem 19. Jahrhundert als Standardherleitung. Demnach entwickelte sich der Name Santiago durch einen Sandhi zu Sandiago und wurde daraufhin als San Diago und San Diego interpretiert. Diese These harmonisiert mit der Tatsache, dass die Formen Sant Yago, Diago und Diego seit dem Mittelalter parallel überliefert sind:
- „Et fue a casa del Rey. e mostrolo a don diago que era adelantado del Rey“ (Fuero de Burgos, ca. 1240[7])
- „[...] maestro de la cavalleria de Sant Yago et de la dita orden [...]“ (Brief von Jakob II., datiert auf 1300[8])
- Diego Gonzales im Gedicht „Cantar de Mio Cid“ anstelle von Díago[9][10]

Eine weitere Hypothese leitet den Namen von Didacus ab, dieser wird meistens mit der griechischen Vokabel διδαχή didachē „Lehre“, „Unterweisung“ in Verbindung gebracht. Jedoch wird diese These auch als nachträgliche Erklärung abgelehnt und Didacus als mittelalterliche Latinisierung von Diego angesehen.

## Verbreitung
Die erste Registrierung des Namens in Portugal stammt aus dem Jahr 882 in den Formen Didaco, Didagu, Diaco und Diago.
Im spanischen Sprachraum ist der Name weit verbreitet. In Spanien hat er sich unter den 20 meistgewählten Jungennamen verbreitet. Im Jahr 2021 belegte er Rang 14 der Hitliste. In Chile sank die Popularität in den vergangenen Jahren leicht, sodass er im Jahr 2021 noch auf Rang 26 der Vornamenscharts stand.
In Portugal hat sich der Name ebenfalls unter den beliebtesten Jungennamen etabliert. Im Jahr 2020 belegte er Rang 30 der Hitliste. Auch in Brasilien ist der Name verbreitet. Vor allem in den 1970er und 1980er Jahren wurde er häufig vergeben. Zuletzt sank die Popularität.
In Frankreich wurde der Name im 20. Jahrhundert nur sehr selten vergeben. In den 1990er und 2000er Jahren stieg die Popularität an. Im Jahr 2005 trat der Name erstmals in die Top-100 der Vornamenscharts ein. Im Jahr 2009 erreichte der Name mit Rang 74 seine bislang höchste Platzierung in der Hitliste. Die Popularität des Namens schwankte in den vergangenen Jahren. Im Jahr 2021 belegte er Rang 84 der Hitliste. In Belgien gehört der Name seit 2003 zu den 100 meistgewählten Jungennamen. Die höchste Platzierung, die der Name seitdem erreichte, war Rang 45 (2009). Zuletzt belegte der Name Rang 58 der Hitliste (Stand 2021).
In Italien wurde der Name in den vergangenen Jahren immer häufiger gewählt. Stand er im Jahr 1999 noch auf Rang 53 der Hitliste, belegte er im Jahr 2020 bereits Rang 12.
In der Schweiz verfehlte der Name zuletzt im Jahr 2001 eine Top-100-Platzierung. Mittlerweile hat er sich unter den beliebtesten Jungennamen etabliert und erreichte mehrere Top-20-Platzierungen. Zuletzt sank seine Popularität auf Rang 26 der Hitliste (Stand 2020). Dagegen wird der Name in Deutschland eher selten vergeben. In der zweiten Hälfte der 2000er Jahre stieg Diego in den Vornamenscharts auf. Die höchste Platzierung erreichte der Name mit Rang 114 im Jahr 2010. Im Jahr 2021 belegte er Rang 196 der Vornamenscharts.
In den USA nahm die Popularität des Namens seit den 1960er Jahren zu. Im Jahr 2002 trat der Name in die Top-100 ein. Im Jahr 2006 erreichte die Popularität mit Rang 56 ihren Höhepunkt. Seitdem wird der Name wieder seltener gewählt. Im Jahr 2012 verließ er die Top-100, zuletzt stand er auf Rang 126 der Hitliste (Stand 2021).

## Varianten
Im mittelalterlichen Spanisch existiert die Variante Didacus. Die katalanische Variante lautet Dídac. Im Portugiesischen, insbesondere in Brasilien, findet die Variante Diogo Verwendung.
Für weitere Varianten: siehe Santiago (Vorname)#Varianten
Die spanischen Nachnamen Díaz und Díez stellen patronymische Varianten von Diego dar.

## Namensträger
- Diego (Fußballspieler, 1982) (Diego Salgado Costa de Menezes; * 1982), brasilianischer Fußballspieler
- Diego (Fußballspieler, 1985) (Diego Ribas da Cunha; * 1985), brasilianischer Fußballspieler

### Vorname
- Diego de Acebo († 1207; auch Didactus), spanischer Zisterziensermönch und Bischof von Osma
- San Diego de Alcalá (Didakus; ~1400–1463), spanischer Laienbruder und Missionar
- Diego de Almagro (um 1479–1538), spanischer Abenteurer und Konquistador
- Diego de Almagro el Mozo (1520–1542), spanischer Konquistador und Rebell
- Diego von Österreich (spanisch: Diego de Austria; 1575–1582), als spanischer Thronfolger Fürst von Asturien
- Diego Baldenweg (* 1979), australischer Filmmusik-Komponist
- Diego Benaglio (* 1983), Schweizer Fußballtorhüter
- Diego Céspedes (* 1998), chilenischer Fußballspieler
- Diego Corvalan (* 2002), schweizerisch-argentinischer Fußballspieler
- Diego Costa (* 1988), brasilianischer Fußballspieler (u. a. Atlético Madrid)
- Diego Domínguez (* 1966), argentinisch-italienischer Rugbyspieler
- Diego Dominguez (* 1991), spanischer Schauspieler und Tänzer
- Diego Fabbrini (* 1990), italienischer Fußballspieler
- Diego Forlán (* 1979), uruguayischer Fußballspieler (u. a. Manchester United, FC Villarreal, Atlético Madrid, Inter Mailand)
- Diego Fuser (* 1968), italienischer Fußballspieler
- Diego Inostroza (* 1992), chilenischer Fußballspieler
- Diego Kolumbus (Seefahrer) (um 1468–1515), spanischer Seefahrer, Bruder von Christoph Kolumbus
- Diego Kolumbus (Vizekönig) (um 1480–1526), spanischer Seefahrer, Sohn von Christoph Kolumbus
- Diego de Landa (1524–1579), spanischer römisch-katholischer Bischof, Maya-Missionar
- Diego León (* 1984), spanischer Fußballspieler
- Diego Manuschevich (* 1984), chilenischer Jazzmusiker
- Diego Maradona (1960–2020), argentinischer Fußballspieler (u. a. FC Barcelona, SSC Neapel, FC Sevilla, Weltmeister 1986) und -trainer
- Diego Martínez Penas (* 1980), spanischer Fußballspieler und -trainer
- Diego Morais (* 1983), brasilianischer Fußballspieler (u. a. Hansa Rostock)
- Diego de Pontac (1603–1654), spanischer Kapellmeister und Komponist
- Diego Pozo (* 1978), argentinischer Fußballtorhüter
- Diego Rivera (1886–1957), mexikanischer Maler und Ehemann von Frida Kahlo
- Diego Rolán (* 1993), uruguayischer Fußballspieler
- Diego Rosa (Radsportler) (* 1989), italienischer Radrennfahrer
- Diego Rosa (Fußballspieler) (* 2002), brasilianischer Fußballspieler
- Diego M. Rosa (* 1953), italienischer Abt
- Diego Sans (* 1989), US-amerikanischer Pornodarsteller
- Diego Tardelli (* 1985), brasilianischer Fußballspieler (u. a. PSV Eindhoven)
- Diego Valdés (* 1994), chilenischer Fußballspieler
- Diego Valencia (* 2000), chilenischer Fußballspieler
- Diego Velázquez (1599–1660), spanischer Maler
- Diego Velázquez de Cuéllar (1465–1524), spanischer Eroberer Kubas
- Juan Diego, Heiliger der römisch-katholischen Kirche
- Juan Diego Flórez (* 1973), peruanischer Opernsänger

### Familienname
- Alex Diego (* 1985), mexikanischer Fußballspieler
- Daniel García Diego (* 1983), spanischer Jazzmusiker
- Gerardo Diego (1896–1987), spanischer Schriftsteller
- José de Diego (1866–1918), puerto-ricanischer Dichter, Journalist und Politiker
- Julio de Diego (1900–1979), spanisch-amerikanischer Maler
- Sun Diego (* 1989; Dmitrij Aleksandrovic Chpakov), deutscher Rapper

### Fiktive Figuren
- Don Diego de la Vega, der eigentliche Name des Zorro im Heftroman und im Film
- Diego, ein Säbelzahntiger (Smilodon) in den Zeichentrickfilmen Ice Age
- Diego, ein NPC in der Computerspielserie Gothic
- Diego Armando, ein Strafverteidiger aus dem dritten Teil der Ace-Attorney-Spielreihe